# Municipio de Troy (Kansas)
El municipio de Troy (en inglés: Troy Township) es un municipio ubicado en el condado de Reno en el estado estadounidense de Kansas. En el año 2010 tenía una población de 124 habitantes y una densidad poblacional de 1,32 personas por km².

## Geografía
El municipio de Troy se encuentra ubicado en las coordenadas 37°52′8″N 98°4′56″O / 37.86889, -98.08222. Según la Oficina del Censo de los Estados Unidos, el municipio tiene una superficie total de 93.67 km², de la cual 93,6 km² corresponden a tierra firme y (0,08 %) 0,08 km² es agua.

## Demografía
Según el censo de 2010, había 124 personas residiendo en el municipio de Troy. La densidad de población era de 1,32 hab./km². De los 124 habitantes, el municipio de Troy estaba compuesto por el 97,58 % blancos, el 0,81 % eran afroamericanos y el 1,61 % eran de una mezcla de razas. Del total de la población el 11,29 % eran hispanos o latinos de cualquier raza.